# Usia florea
Usia florea är en tvåvingeart som först beskrevs av Fabricius 1794.  Usia florea ingår i släktet Usia och familjen svävflugor. Inga underarter finns listade i Catalogue of Life.